# Municipio de Tixméhuac
El municipio de Tixméhuac es uno de los 106 municipios del estado mexicano de Yucatán. Su cabecera municipal es la localidad homónima de Tixméhuac. Recientemente se inauguró el cenote Tzalam cerca de la comisaría de Chuchub, siendo esté el primer atractivo turístico del municipio. 

## Toponimia
El nombre del municipio, Tixméhuac, significa "cola de tortuga"; viene de un derivado en lengua maya "x-nej" = cola y "áak" = tortuga.

## Colindancia
Tixméhuac se encuentra en la región sur del estado y limita al norte con Cantamayec, al sur con Tzucacab, al oriente con Chacsinkín  y al poniente con Tekax.

## Datos históricos
Antes de la conquista española la región donde está enclavado el municipio de Tixméhuac perteneció a la provincia de Maní, también denominada Tutul-Xiu.
A partir de la conquista las tierras se distribuyeron entre los encomenderos entre los que se pueden citar a:
- Juan Xiu, en 1557.
- Hernando Xiu, en 1565.
- Pablo Cen, en 1579.

Los tres, indígenas mayas afiliados a los conquistadores y premiados con encomiendas por su afiliación.
Cronología de hechos históricos
- 1900: En este año la región tenía dos pueblos importantes: Xaya y Tixméhuac.

- 1918: A partir de la nueva Ley Orgánica de los Municipios, Tixméhuac deviene municipio libre.

- 1919: A partir del 28 de enero el pueblo de Kinil pasa a pertenecer al municipio de Tixméhuac.

- 1921: El rancho denominado Chicani pasa a pertenecer al municipio.

- 1932: Por decreto Tixméhuac pierde el pueblo de Xaya, pasando éste a Tekax.

- 1940: Por decreto, el pueblo de Kinil deja de pertenecer a Tixméhuac, pasando al de Tekax.

Personajes ilustres:
- José Trinidad Gutiérrez, coronel, que durante 30 años fue la única autoridad del municipio después de la conquista. Es considerado actualmente como benefactor de la población.

## Economía
El municipio vive fundamentalmente de la agricultura, particularmente del cultivo del maíz, frijol, chile y sandía. La fruticultura es también una actividad de relativa importancia.
Al ser Tixméhuac un municipio con vestigios mayas, la actividad turística también apoya la economía lugareña.

## Atractivos turísticos
- Arquitectónicos:
  - Existe una iglesia en donde se venera a San Miguel Arcángel, que data del siglo XVIII.

- Naturales:

Entre la jurisdicción municipal se encuentra la comisaría de Chuchub, donde recientemente se inauguró el cenote Tzalam, un atractivo prometedor del municipio y con gran potencial. De igual forma en la comisaría de Sisbic existe un gran montículo de piedras llamadas mul, en ese lugar se encuentra una Iglesia que no está del todo terminada. Todos estos atractivos fungen como sitios de interés para propios y extraños. 
- Fiestas populares:

El 29 de septiembre se lleva a cabo la fiesta religios dedicada a San Miguel Arcángel.

## Localidades del municipio
- Chuchub